# Andrea Barberi
Andrea Barberi (ur. 15 stycznia 1979, zm. 20 grudnia 2023) – włoski lekkoatleta, sprinter.
Uczestnik wielu imprez mistrzowskich karierę rozpoczynał od uczestnictwa w mistrzostwach świata juniorów w 1998 roku, podczas których odpadł w eliminacjach rywalizacji czterystumetrowców. Medalista mistrzostw Włoch oraz reprezentant kraju podczas pucharu Europy i drużynowego czempionatu Starego Kontynentu. Silny punkt włoskiej sztafety 4 x 400 metrów.

## Osiągnięcia
- 1. miejsce podczas halowego pucharu Europy (bieg na 400 m, Lipsk 2004)
- 4. miejsce podczas superligi pucharu Europy (bieg na 400 m, Florencja 2005)
- 5. miejsce na mistrzostwach Europy (bieg na 400 m, Göteborg 2006)
- 5. miejsce podczas halowych mistrzostw Europy (bieg na 400 m, Birmingham 2007)

## Rekordy życiowe
- bieg na 400 metrów – 45,19 (27 sierpnia 2006, Rieti); wynik ten był do 2016 rekordem Włoch